# Димитър Атанасов Русчуклийчето
Вижте пояснителната страница за други личности с името Димитър Атанасов.
Димитър Атанасов Маринов, известен като Русчуклийчето, е български революционер, участник в Априлското въстание.

## Биография
Димитър Атанасов е роден в Русе в търговско семейство, а и самия той по-късно започва да се занимава с търговия. Става член на местния революционен комитет, както и участва в борбата за църковна независимост. През януари 1876 г. емигрира в Румъния и установява контакт с местните български революционери. През март се прибира и започва да развива революционна дейност в Търновския край. По време на Априлското въстание е знаменосец в четата на Поп Харитон и Бачо Киро. Умира при опита на четата да се измъкне от обсадата на Дряновския манастир.